# Божій Святослав Михайлович
Святослав Михайлович Божі́й (22 жовтня 1938, Одеса — 3 січня 1999, Одеса) — український живописець; член Спілки радянських художників України з 1962 року. Син художника Михайла Божія.

## Біографія
Народився 22 жовтня 1938 року в місті Одесі (нині Україна). Протягом 1953—1955 років навчався в Одеському художньому училищі, де його викладачами були, зокрема Олександр Ацманчук і Михайло Тодоров. 1958 року закінчив Київську республіканську художню школу (викладач Олександр Лопухов).
Жив в Одесі, у будинку на Великій Арнацтській вулиці, № 1, квартира 9.
Помер в Одесі 3 січня 1999 року. Похований на Другому християнському цвинтарі Одеси.

## Творчість
Працював у галузі станкового живопису, писав тематичні картини, портрети, натюрморти. Серед робіт:
- «Дівчина біля моря» (1960);
- «Соняшники» (1960);
- «Суботник» (1961);
- «Товариш мій» (1962);
- «Портрет М. Гриценка» (1963);
- «Спрага» (1964);
- «Червоний витязь» (1964—1965);
- «Солдати сплять» (1967);
- «Безіменна висота» (1967—1969);
- «Будівельний натюрморт» (1968);
- «Одеса. 12-й кілометр» (1968);
- «Кордон» (1969);
- «Портрет Миколи Вінграновського» (1969);
- «Кульбабка» (1970);
- «На Кароліно-Бугазі» (1971);
- «Нитки» (1972);
- «Олександр Довженко» (1975);
- «Музичний натюрморт» (1976);
- «Ізолювальниця» (1976);
- «Дитинство» (1978);
- «Соняшники України» (1978);
- «Хаджибеївський лиман» (1979);
- «Білі дзвоники» (1979);
- «Володимир Ленін і Надія Крупська» (1980);
- «Весняний день. Бані Софії» (1982);
- «Портрет батька» (1982);
- «Григорій Котовський» (1982);
- «Чекай мене» (1985);
- «Вітрильник» (1989);
- «Осінь» (1990);
- «Чайка» (1993);
- «На пляжі» (1995).

У 1958 році виконав ілюстрації до роману Івана Тургенєва «Дворянське гніздо».
Брав участь у обласних з 1959 року, республіканських з 1960 року, всесоюзних з 1961 року та закордонних виставках з 1963 року, зокрема у:
- обласній виставці графіки і театрально-декораційного мистецтва (Одеса. 1959);
- художній виставці «Радянська Україна» (Київ, 1960);
- обласній художній виставці (Одеса, 1960);
- республіканській художній виставці (Київ, 1961);
- всесоюзній художній виставці (Москва, 1961);
- всесоюзній виставці творів молодих художників (Москва, 1962);
- республіканській художній виставці (Київ, 1963);
- республіканській художній виставці (Київ, 1964);
- ювілейній художній виставці до 150-річчя з дня народження Тараса Шевченка (Київ, 1964).

Роботи художника зберігаються в Національному художньому музеї України, Донецькому, Одеському художніх музеях.

## Відзнаки
- Одеська обласна комсомольська премія імені Едуарда Багрицького за 1967 рік;
- Заслужений діяч мистецтв УРСР з 1969 року.